# Capella (Huesca)
Capella es un municipio de la Ribagorza, provincia de Huesca, Aragón, España. Según el INE de 2023, la localidad  cuenta con 284 habitantes.

## Toponimia
Del latín cappĕlla, diminutivo de cappa, capa. El origen de la evolución del significado de pequeña capa a pequeña iglesia está en el lugar del palacio de los reyes francos que se consagró a conservar la reliquia de la capa de Santo Martín de Tours y a tributar veneración a este santo. De Francia se extendió el nombre a las otras tierras románicas.

## Geografía

### Núcleos de población
Actualmente el municipio de Capella está formado por los núcleos de población de Capella (284 habitantes), Laguarres (64 habitantes) y Pociello (12 habitantes) según los datos del INE de 2023. La entidad de La Puebla de Mon se segregó de Capella en 1926 pasando a formar parte de Graus. En 1965 se incorporó Laguarres según el Decreto 4338/64, de 24 de diciembre (BOE nº15, de 18-1-65).

## Infanzones
- Bafaluy, desde 1800.
- Baldellou, desde 1600.
- Blanco, aparece en Laluenga hacia 1650, en Alagón en 1718 y en Capella hacia 1801.
- Larruy, varias ramas radicadas en Zaragoza, Lascuarre y Capella. Parecen proceder de La Puebla de Fantova (Graus). Documentados a partir de final del siglo XVIII.
- Monclús, desde siglo XVI.
- Naval, oriunda de Naval, con ramas en Laspuña, Olvena, Caspe, Torres del Obispo (Graus), Capella, La Puebla de Albortón y Zaragoza. Documentados a partir del siglo XIV.

## Demografía
Capella cuenta con una población de 351 habitantes (INE 2024).
| Gráfica de evolución demográfica de Capella entre 1842 y 2021 |
| |
| Población de derecho según los censos de población del INE Población de hecho según los censos de población del INEEn este censo se denominaba Capella y Aldeas: 1842 Entre el censo de 1970 y el anterior, crece el término del municipio porque incorpora a 22583 (Laguarres) |

| 543                       | 791 | 800 | 588 | 592 | 622 | 610 | 611 | 561 | 498 | 439 | 563 | 534 | 456 | 383 | 369 | 352 |
| (Fuente: INE [Consultar]) |     |     |     |     |     |     |     |     |     |     |     |     |     |     |     |     |

## Símbolos
Bandera: paño azul de proporción 2/3, con una franja diagonal amarilla que la atraviesa del ángulo superior al asta al inferior al batiente, y sobre su centro un puente mazonado de su color.
Escudo cuadrilongo de base circular. En campo de azur, un puente medieval de oro, de tres arcadas, mazonado de sable, sobre tres ondas de plata y azur. El jefe de oro, con cuatro palos de gules (Señal Real de Aragón). Al timbre, Corona Real abierta.

## Administración y política
- Francisco Bartol Puyal,  "Alcaldes de Capella de 1767 hasta 1955", Chen de Capella, 29/09/2022
- MBE,  "Alcaldes de Laguarres de 1855 hasta 1955", Chen de Capella, 10/09/2023

}

Los alcaldes anteriores a 1955 pueden consultarse en las siguientes referencias:
	

- Francisco Bartol Puyal,  "Alcaldes de Capella de 1767 hasta 1955", Chen de Capella, 29/09/2022
- MBE,  "Alcaldes de Laguarres de 1855 hasta 1955", Chen de Capella, 10/09/2023

| Período   | Alcalde                   | Partido |  |
| --------- | ------------------------- | ------- |  |
| 1979-1983 | José Antonio Puyal Ferraz | UCD     |  |
| 1983-1987 |                           |         |  |
| 1987-1991 |                           |         |  |
| 1991-1995 |                           |         |  |
| 1995-1999 |                           |         |  |
| 1999-2003 |                           |         |  |
| 2003-2007 |                           |         |  |
| 2003-2007 | Ángela Sarriera Socías    | PSOE    |  |
| 2007-2011 | Ángela Sarriera Socías    | PSOE    |  |
| 2011-2015 | Sergio Baldellou Español  | PAR     |  |
| 2015-2019 | Sergio Baldellou Español  | PAR     |  |
| 2019-2023 | Ángela Sarriera Socías    | PSOE    |  |
| 2023-     | José Ramón Bruballa Grau  | PAR     |  |

| Partido político    | Partido político                                   | 2003   | 2007   | 2011   | 2015   | 2019   | 2023   |
| Partido político    | Partido político                                   | Ediles | Ediles | Ediles | Ediles | Ediles | Ediles |
|                     | Partido Aragonés (PAR)                             | 3      | 3      | 4      | 5      | 3      | 5      |
|                     | Partido de los Socialistas de Aragón (PSOE-Aragón) | 4      | 4      | 3      | 2      | 4      | 2      |
|                     | Partido Popular de Aragón (PP)                     | —      | —      | —      | —      | —      | —      |
| Total de concejales | Total de concejales                                | 7      | 7      | 7      | 7      | 7      | 7      |

## Patrimonio
- Iglesia parroquial de San Martín (de Tours),[10] con una portada románica del siglo XII, un campanario mudéjar y un retablo del siglo XVI pintado por Pedro Nunyes (Pere Nunyes).[11]
- Ermita de San Martín de la sierra de Capella.[12][11]
- Ermita de San Ramón.[11]
- Ermita de San Vicente.
- Ermita de Santa Eulalia, actualmente en ruinas.
- Ermita de San Julián, actualmente en ruinas.
- Puente románico de Capella, con ocho arcadas.[11]
- Ermita de Nuestra Señora del Llano. Románica del siglo XII. En la pedanía de Laguarres, junto a su cementerio.
- Ermita de San Sebastián. En la pedanía de Laguarres.
- Castillo de Laguarres.

## Fiestas
- Último fin de semana de agosto en honor al Santo Cristo.[11]

Pastorada
La pastorada es una representación teatral diálogada entre diferentes personajes que explican anécdotas y hechos graciosos que han ocurrido durante el año. Se hace el jueves de la fiesta mayor.